# Sexe, Mensonges et Gâteaux
Sexe, Mensonges et Gâteaux (France) ou Crime-pâtissière (Québec) (Sex, Pies and Idiot Srapes est le premier épisode de la saison 20 de la série télévisée les Simpson.

## Synopsis

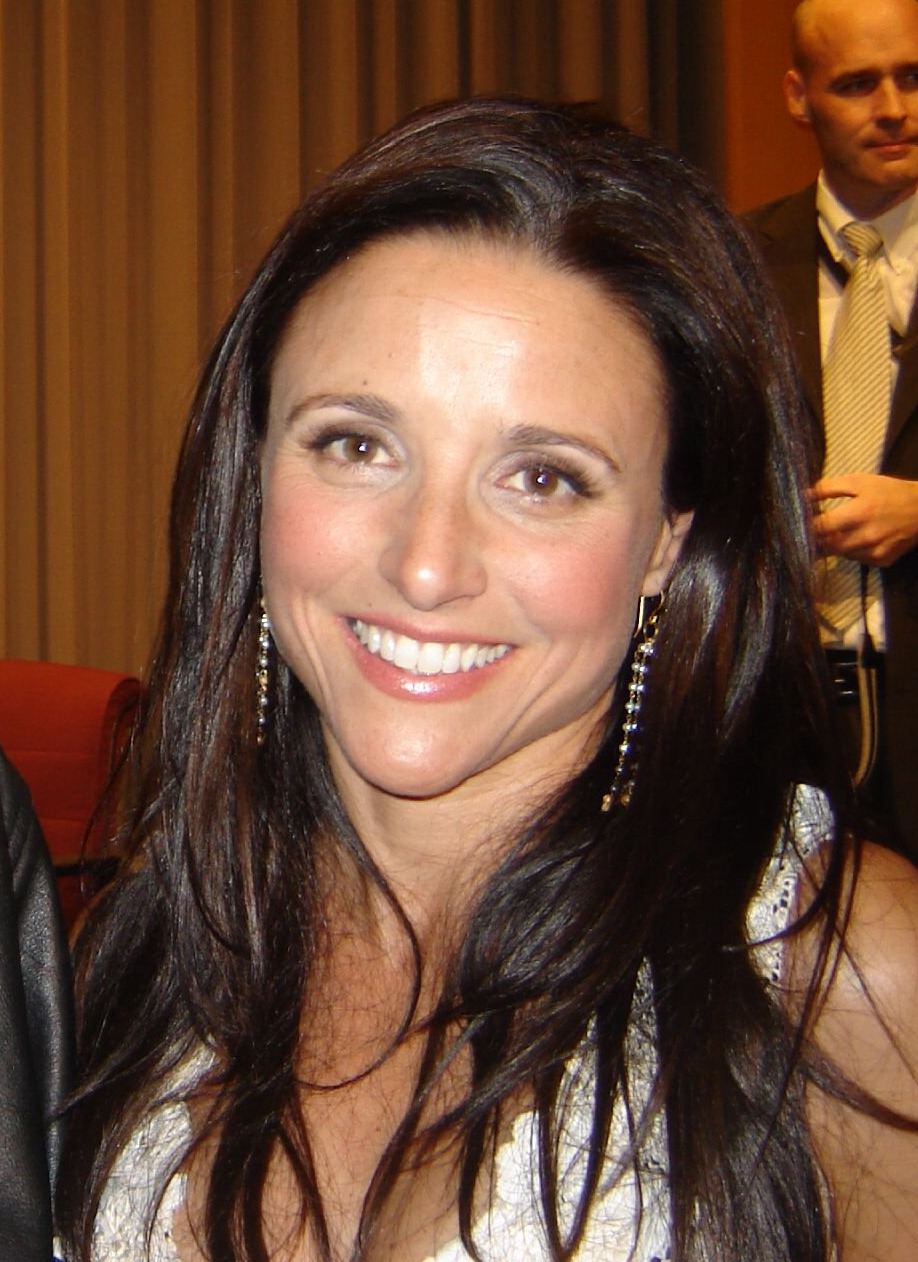
Julia Louis-Dreyfus, la voix de Gloria.

C'est la Saint-Patrick à Springfield et comme de coutume, la parade dégénère en pugilat. Homer est arrêté pour avoir causé des dégradations. De son côté, Marge y rencontre un homme, Patrick Farelli, qui après avoir goûté ses cupcakes de la Saint-Patrick, lui propose de travailler pour lui dans sa pâtisserie, ce qu'elle accepte. Mais lorsqu'elle découvre qu'il s'agit d'une pâtisserie érotique, elle en est choquée.
Lors de son arrestation, Homer rencontre un chasseur de primes. Fasciné, il décide d'en devenir un lui-même. Mais alors qu'il était dans une situation délicate avec sa première cible (le Serpent), Homer est sauvé par Ned Flanders. Reconnaissant, Homer propose à son voisin de travailler en équipe. Homer et Flanders deviennent alors des collègues.

## Audience américaine
L'audience aux États-Unis a atteint lors de sa première diffusion 9,30 millions de téléspectateurs.